# 梁貴子
梁 貴子（Yang Gui Ja, ヤン・グィジャ、1955年7月17日 - ）は韓国の小説家。全羅北道 全州市 出身。

## 略歴
1955年7 月17日、全羅北道全州市 に生まれる。全州女子高等学校を卒業し、文芸奨学生として円光大学校入学。大学を卒業した1978年に『다시 시작하는 아침(また始まる朝)』で月刊文芸誌『문학사상(文学思想)』の新人賞を受賞し、文壇デビューした。1990年代の代表的の作家の一人である。
初期の作品は、社会から疎外された人々に対して暖かい視線で描かれた内容が多かった。1987年に発表した『원미동 사람들(遠美洞の人々)』は、都市開発のためソウルを離れて町外れに住む、貧しいながらも善良に生きる人々の話である。1990年に発表した初の長編『잘가라 밤이여(さよなら夜よ)』は翌年に『희망(希望)』で出版された。この小説には大学受験に失敗した浪人生の主人公と無能な父、ホステス、故郷を離れたお爺さんなど様々なキャラクターが登場する。
1990年代に発表した作品は大衆性と商業性にも優れた才能があることを証明するものだった。攻撃的フェミニズムに対する論争があった『나는 소망한다 내게 금지된 것을(私は望む私に禁止されたことを)』、時空を超えるファンタジー技法で書かれた恋物語『천년의 사랑(千年の恋)』、20代女性の主人公が二人の男の間で葛藤しながら人生の矛盾を見つける内容の『모순(矛盾)』が引き続きベストセラーとなった。
現在はHongJi書林の代表を勤めている。

## 年譜
- 1955年7月17日 – 全羅北道全州市に生まれる。[1]
- 1978年、『다시 시작하는 아침(また始まる朝)』で月刊文芸誌『문학사상(文学思想)』の新人賞を受賞し、文壇デビュー。
- 1988年、柳周鉉文学賞受賞。
- 1992年、第16回李箱文学賞受賞。
- 1996年、第41回現代文学賞受賞。
- 1999年、第4回21世紀文学賞受賞。
- 1999年～、HongJI書林代表。

## 代表作品
- 1985年、귀머거리새(耳の聞こえない鳥)
- 1987年、원미동 사람들(遠美洞の人々)
- 1989年、지구를 색칠하는 페인트공(地球を塗るペイント工)
- 1990年、희망(希望)
- 1992年、나는 소망한다 내게 금지된 것을(私は望む私に禁止されたことを)
- 1993年、슬픔도 힘이 된다(悲しみも力になる)
- 1993年、길 모퉁이에서 만난 사람(街角で出会った人)
- 1995年、천년의 사랑(千年の恋)
- 1998年、모순(矛盾)